# Ostticka
Ostticka (Skeletocutis odora) är en svampart som först beskrevs av Pier Andrea Saccardo, och fick sitt nu gällande namn av Ginns 1984. Ostticka ingår i släktet Skeletocutis och familjen Polyporaceae.  Arten är reproducerande i Sverige. Inga underarter finns listade i Catalogue of Life.